# Maria Porcia
La lex Maria Porcia va ser una antiga llei romana que pretenia evitar que els generals comandants de les legions presentessin els seus èxits amb exageració per obtenir els honors del triomf. La van proposar els tribuns de la plebs Luci Mari i Marc Porci Cató l'any 62 aC quan eren cònsols Dècim Juni Silà i Luci Licini Murena. Castigava als oficials militars que augmentessin per damunt dels fets reals el nombre de baixes de l'enemic i disminuïssin falsament les baixes pròpies; abans d'entrar a la ciutat havien de jurar davant els qüestors que els informes eren autèntics.